# The Roald Dahl Omnibus
The Roald Dahl Omnibus è una raccolta di 28 racconti di Roald Dahl già editi pubblicata nel 1986 dalla casa editrice Dorset Press.

## I racconti
- Da Someone like You:
  - Un Piccolo Tuffo (Dip in the Pool)
  - Il Comandone (Galloping Foxley)
  - Cosciotto d'agnello (Lamb to the Slaughter)
  - La Scommessa (Man From the South)
  - La Scultura (Neck)
  - Nunc Dimittis (Nunc Dimittis)
  - Veleno (Poison)
  - Il cane di Claud (Claud's Dog (The Ratcatcher, Rummins, Mr. Hoddy, Mr. Feasy))
  - Pelle (Skin)
  - Palato (Taste)
  - Lo Scrittore Automatico (The Great Automatic Grammatizator)
  - Il Soldato (The Soldier)
  - Il desiderio (The Wish)
- Da Kiss Kiss:
  - Liszt (Edward the Conqueror)
  - Genesi e Catastrofe (Genesis and Catastrophe)
  - Caro Padre (Georgy Porgy)
  - A proposito di Maiali (Pig)
  - Pappa Reale (Royal Jelly)
  -  L'affittacamere (The Landlady)
  -  L'ascesa al cielo (The Way Up to Heaven)
  - Il campione del Mondo (The Champion of the World)
  - William e Mary (William and Mary)
- Da Switch Bitch:
  - Cagna (Bitch)
  - Lo scambio (The Great Switcheroo)
  - L'ultimo atto (The Last Act)
- Da Storie ancora più impreviste:
  - il passaggio (The Hitchhiker)
  - Il signore dell'ombrello (The Umbrella Man)
  - Mr. Botibol (Mr. Botibol)
  - Vendetta per tutti, S.A. (Vengeance is Mine Inc.)
  - Il maggiordomo (The Butler)

## Edizioni
- Dorset Press, 1986, U.S.A.